# Kleiner Falk
Der Kleine Falk ist ein 2190 m ü. A. hoher Berg in der Falkengruppe im Karwendel in Tirol (Österreich).

## Anstiege
Der Normalweg auf den Kleinen Falk führt weglos über die Nordflanke des Bergs und beinhaltet Kletterstellen bis zum Schwierigkeitsgrad II (UIAA). Eine Überschreitung ist in Kombination mit der Besteigung des Risser Falk möglich, wobei dann der Verbindungsgrat zu diesem Berg Richtung Norden mit Schwierigkeiten bis III traversiert werden muss. Insgesamt wird der Kleine Falk – wohl auf Grund der mehr oder weniger hohen Anforderungen und mangelnder Wegmarkierungen – vergleichsweise selten bestiegen.